# Jedna na cały świat
Jedna na cały świat – pierwszy album solowy polskiej piosenkarki Renaty Dąbkowskiej, wydany 17 maja 1999 roku nakładem wydawnictwa muzycznego Universal Music Polska. Album zawiera 14 utworów wokalistki oraz bonusowy utwór „Czasami (zbiera się na burzę)”. 
Pierwszym singlem promującym wydawnictwo został tytułowy utwór albumu „Jedna na cały świat”.

## Lista utworów
Opracowano na podstawie materiału źródłowego.
1. „Milenijne dzieci”
2. „Piekło w małym niebie”
3. „Jedna na cały świat”
4. „Proste prawdy”
5. „Niech się stanie deszcz”
6. „Lodowata i gorąca”
7. „Ono wie”
8. „Najlepsza z dróg”
9. „Do Ciebie biegnę”
10. „Apetyt na szczęście”
11. „Już nie pozwolę Ci”
12. „Nazwij to jak chcesz”
13. „Sentymenty”
14. „W kolorach”
15. „Czasami (zbiera się na burzę)” (utwór dodatkowy)